# Lautaro Murúa
Lautaro Murúa, né le 29 décembre 1926 à Tacna et mort le 3 décembre 1995 à Madrid, est un acteur et réalisateur argentin d'origine chilienne.

## Biographie
Lautaro Murúa naît en 1926 à Tacna, alors sous domination chilienne, au sein d'une famille de peintres et musiciens. Il étudie les beaux-arts puis le théâtre à Santiago du Chili, et participe à la rénovation de la scène locale.
Dans les années 1950, il émigre en Argentine, où il devient l'un des plus célèbres acteurs du cinéma national. Acteur fétiche de Leopoldo Torre Nilsson, il joue dans neuf de ses films entre 1956 et 1970, dont le plus célèbre : La maison de l'ange, en 1957. Les plus grands réalisateurs argentins font appel à lui, de Hugo Santiago pour Invasión en 1969 à Pino Solanas pour Tangos, l'exil de Gardel en 1985, en passant par Sergio Renán, Leonardo Favio, Héctor Olivera, María Luisa Bemberg ou Luis Puenzo.
C'est aussi un réalisateur reconnu, auteur notamment de Shunko en 1960 (en collaboration avec Augusto Roa Bastos), Alias Gardelito en 1961 et La Raulito en 1975, trois drames sociaux dénonçant le sort misérable des marginaux. Ami de Salvador Allende, il collabore à un programme de films informatifs au Chili avant le coup d’État du 11 septembre 1973.
Ses opinions politiques le contraignent à s'exiler en Espagne pendant la dictature militaire en Argentine (1976-1983). Il décède à Madrid d'un cancer du poumon, en 1995.

## Filmographie sélective en tant qu'acteur
- 1956 : Graciela de Leopoldo Torre Nilsson – Ramón Aliaga
- 1957 : La maison de l'ange (La casa del ángel) de Leopoldo Torre Nilsson – Pablo Aguirre
- 1958 : Demasiado jóvenes de Leopoldo Torre Nilsson - Pablo Barros
- 1958 : Le kidnappeur (El secuestrador) de Leopoldo Torre Nilsson – Patrick
- 1959 : La chute (La caída) de Leopoldo Torre Nilsson – Lucas
- 1960 : Fin de fiesta de Leopoldo Torre Nilsson – Guastavino
- 1960 : Shunko de lui-même – le maître d'école
- 1961 : Alias Gardelito de lui-même – le patron
- 1962 : La cifra impar de Manuel Antín
- 1967 : La Boutique (Las pirañas) de Luis García Berlanga
- 1968 : Martín Fierro de Leopoldo Torre Nilsson – Sargento Cruz
- 1969 : Invasión de Hugo Santiago – Julián Herrera
- 1971 : Un guapo del 900 de lui-même
- 1973 : Los traidores de Raymundo Gleyzer
- 1974 : La tregua de Sergio Renán
- 1975 : Nazareno Cruz y el lobo de Leonardo Favio – Julián
- 1980 : El carnaval de las bestias de Paul Naschy – don Simón
- 1983 : Une sale petite guerre (No habrá más penas ni olvido) d'Héctor Olivera – Guglielmini
- 1983 : Le Triomphe d'un homme nommé cheval (Triumphs of a Man Called Horse) de John Hough - Perkins
- 1985 : Tangos, l'exil de Gardel (El exilio de Gardel: Tangos) de Pino Solanas – Gerardo
- 1986 : Pauvre Papillon (Pobre mariposa) de Raúl de la Torre – Julio
- 1990 : Moi, la pire de toutes (Yo, la peor de todas) de María Luisa Bemberg – l'archevêque
- 1991 : Cerro Torre : Le Cri de la roche (Cerro Torre: Schrei aus Stein) de Werner Herzog – le propriétaire de l'estancia
- 1992 : La Peste de Luis Puenzo – le père Paneloux

## Récompenses
- Condor d'argent du meilleur acteur pour Graciela, Aquello que amamos et La cifra impar
- Condor d'argent du meilleur réalisateur pour Alias Gardelito
- Condor d'argent du meilleur film pour Shunko et Alias Gardelito
- Prix du Festival international du film de Mar del Plata pour Shunko